# Feuer György
Feuer György (Szeged, 1921. március 12. – Toronto, 2001. július 21.) magyar orvos, endokrinológus, vegyész, egyetemi tanár, az orvostudományok kandidátusa (1953).

## Életpályája
Középiskolai tanulmányait a szegedi Baross Gábor Gimnáziumban végezte, ahol 1939-ben kitüntetéssel tett érettségi vizsgát. Gimnáziumi igazgatójának, Firbás Oszkárnak és Szent-Györgyi Albertnek köszönhetően bejutott a szegedi egyetemre, ahol 1944-ben biokémiából doktorált. Számos családtagja a holokauszt áldozata lett; őt 1943-ban behívták munkaszolgálatra, azonban hamarosan elengedték és Pesten dolgozva-bujkálva érte meg a felszabadulást.
1948-ban követte Szent-Györgyi Albertet és Straub F. Brunót a pesti egyetemre. 1950-től a Magyar Tudományos Akadémia Biokémiai Intézetének osztályvezetője volt. 1956-ban a párizsi Pasteur Intézetben osztályvezető lett. 1957-től a londoni egyetem Pszichiátriai Intézetének neuro-biokémiai osztályán osztályvezetőként dolgozott. 1963-tól a Brit Ipari Biológiai Kutatási Egyesülés osztályvezetőjeként tevékenykedett. 1968-ban Kanadába költözött; a torontói egyetem klinikai biológia-osztályán folytatta kutatómunkáját. 1976-ban az orvosi Nobel-díj bizottságának külső tagja volt.

### Munkássága
Szeged és Budapest után a londoni és a torontói egyetemen is oktatott. A központi idegrendszer működésében megállapította, hogy a kísérleti állatok bátor vagy gyáva viselkedése az endokrinrendszer hormontermelésével kapcsolatos. Tisztázta, hogy a kumarin csak az állatokban okoz májkárosodást, az emberben nem jön létre. Ennek következtében a kumarint alkalmazzák a gyógyászatban, sót élelmiszeradalékként is. Megállapította, hogy az újszülöttek kóros sárgaságának oka az anya szervezetének gátló hormontermelése. Vizsgálatai kiterjedtek a mell-, máj- és bőrrák keletkezésének mechanizmusára is. A napfény a bőrrákot azzal okozza, hogy csökkenti a rákot gátló anyag, a melatonin termelését.

## Családja
Édesapja kárpitosmester, édesanyja szatócs volt. Testvére, Feuer István orvos volt.

## Művei
- Biokémia (Budapest, 1952)
- Emberi betegségek biokémiai tényezői (1972)
- Érelmeszesedés (1973)
- Emberi betegségek molekuláris biokémiája (1986, 1989)
- Gyógyszerek okozta májbetegségek (1996)
- Scientific report (Tudományos jelentés, önéletrajz, 1998)
- Gyógyszerek szerepe a sejthalálban (1999)

## Díjai, elismerései
- Magyar Népköztársasági Érdemérem ezüst fokozata (1952)[3]
- Aranydiploma (Szegedi Orvosegyetem, 1996)